# Tulasnella saveloides
Tulasnella saveloides är en svampart som beskrevs av P. Roberts 1993. Tulasnella saveloides ingår i släktet Tulasnella och familjen Tulasnellaceae.   Inga underarter finns listade i Catalogue of Life.